# Wrest Park

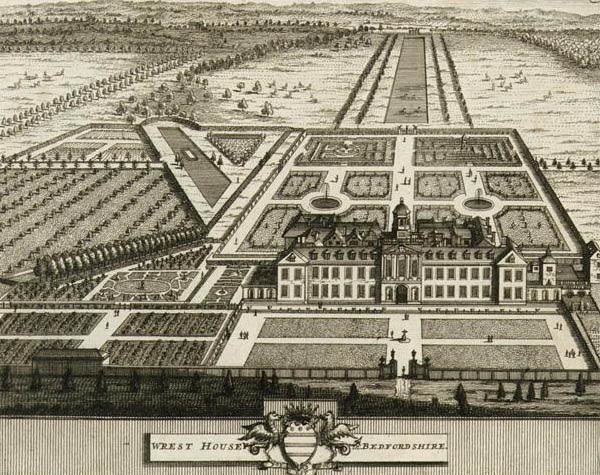
Wrest House c.1708. Este edificio fue reemplazado en la década de 1830, pero los elementos formales del parterre del jardín permanecen de esta época.

Wrest Park es un finca situada en Silsoe, Bedfordshire, Inglaterra. Comprende Wrest Park, una casa de campo, y Wrest Park Gardens, unos jardines formales que rodean la mansión. Todo el complejo está catalogado como monumento clasificado de Grado I

## Historia
Thomas Carew (1595-1640) escribió su poema de casa de campo "A mi amigo GN de Wrest" en 1639 que describía la vieja casa que fue demolida entre 1834 y 1840.
La casa actual fue construida en 1834-1839, según los diseños de su propietario Thomas de Gray, segundo conde de Gray (1781-1859), un arquitecto aficionado y el primer presidente del Royal Institute of British Architects, que se inspiró en los edificios que él había visto en viajes a París. Basó su casa en diseños publicados en libros de arquitectura franceses como Architecture Française (1752) de Jacques-François Blondel. Las obras fueron supervisadas como secretario de obras en el lugar por James Clephan, quien había sido secretario de las obras en la sede de Liddell, el castillo de Ravensworth en el condado de Durham, y recientemente se había desempeñado como amanuense profesional y constructor de Lord Barrington.
Aunque Nikolaus Pevsner declaró anteriormente que Clephan era un arquitecto francés que diseñó la casa actual en lugar de De Gray, el arquitecto aficionado, como Charles Read ha demostrado en su biografía de De Gray, Clephan (nacido como Clapham) de hecho solo produjo dibujos de la infraestructura del servicio, como plomería y drenaje. El diseño decorativo y las características de la casa fueron producidos por la propia mano de De Grey.
Wrest tiene algunos de los primeros interiores del Renacimiento rococó en Inglaterra. Las salas de recepción de la casa están abiertas al público.
Nan Ino Cooper dirigió el hospital militar durante la Primera Guerra Mundial, aunque un incendio en septiembre de 1916 acabó con él hospital. Tras la muerte de su hermano, Auberon Herbert, noveno barón Lucas, heredó el título y la casa, siendo esta vendida en 1918 al Sr. JG Murray, asociado con el cricket en Bedfordshire. Él  vendió gran parte de las estatuas del jardín y taló gran parte de los árboles más antiguos del parque.
Lo vendió a Sun Alliance Insurance en 1939 y, después de la Segunda Guerra Mundial, se convirtió en un centro de investigación de ingeniería agrícola moderna.
English Heritage se hizo cargo de la casa y los jardines en 2006 y comenzó un proyecto de restauración que tardó 20 años para devolver los jardines a su estado anterior a 1917.

## Jardines de Wrest Park

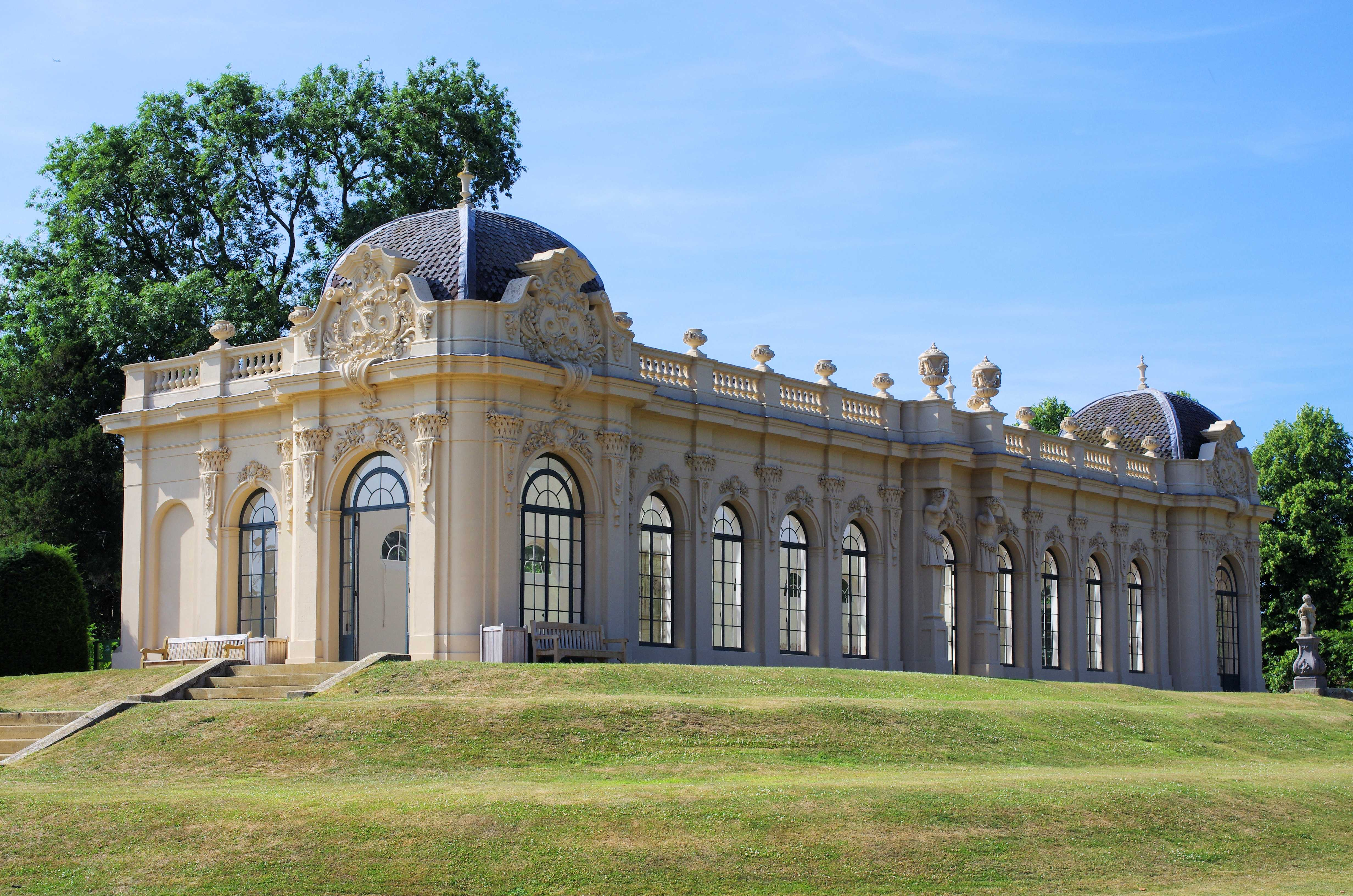
El invernadero

La propiedad tiene un jardín de principios del siglo XVIII, distribuido en 92 acres (37,2 ha), que probablemente fue diseñado originalmente por George London y Henry Wise para Henry Gray, primer duque de Kent, luego modificado para su nieta Jemima, segunda marquesa gris por Lancelot "Capability" Brown en un estilo de paisaje más informal.
El parque está dividido por un amplio paseo central de grava, continuando como un largo canal que conduce a un pabellón barroco diseñado por Thomas Archer y terminado en 1711. El diseñador de jardines Batty Langley trabajó en la década de 1730. El interior del pabellón está decorado con impresionantes columnas jónicas en trampantojo. Lancelot Brown, que trabajó allí entre 1758 y 1760, alteró los canales limítrofes para que tomaran una forma más natural, y también rodeó la zona formal central con un canal y un bosque. Los jardines y las casas del jardín fueron mapeados por John Rocque en 1735. Durante los siglos XVIII y XIX, se agregaron un invernadero y fuentes de mármol. La casa de baños (a veces denominada baño romano, ermita o gruta) se construyó, y los terrenos de la propiedad se distribuyeron, aproximadamente entre 1769 y 1772.
En 1736, Horace Walpole los visitó en un recorrido por Northamptonshire y Bedfordshire. Observó monumentos en el jardín en memoria de los hijos del duque de Kent que todos fallecieron antes que él, así como un monumento al propio Kent, en ese momento estaba vivo.
Una wellingtonia plantada en 1856 fue llevada a la casa anualmente en sus primeros años para que sirviera como árbol de Navidad, uno de los primeros ejemplos que se conocen en el Reino Unido

## Programa de restauración

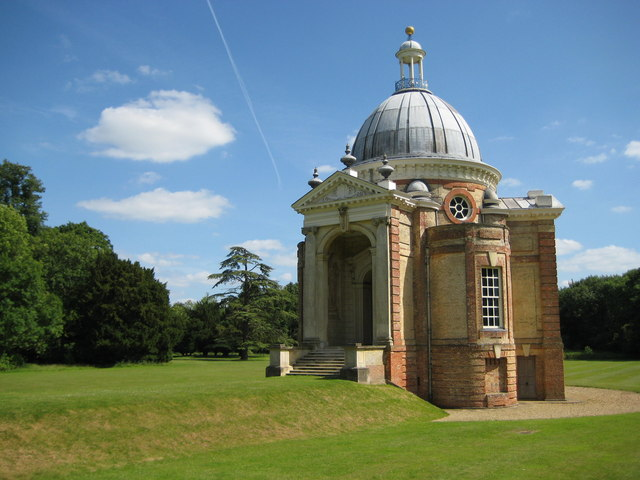
Pabellón diseñado por Thomas Archer

En el otoño de 2007, English Heritage anunció que la Fundación Wolfson había prometido hasta £ 400,000 para la restauración de varias de las características clave de la finca de Wrest Park, incluida la zona de entrada formal de la mansión, las estatuas del jardín, las rejas y puertas, y para modificar la altura del accionamiento del carro. En las próximas fases se restaurarán los lagos y canales.
El 12 de septiembre de 2008, English Heritage dio a conocer amplios planes para restaurar la casa y los jardines de Wrest Park, catalogado como Grado I, a su esplendor original. En 2008, el video musical de The Fear de Lily Allen presentaba escenas tanto del interior como del exterior de Wrest Park.
En julio de 2010, English Heritage anunció que había obtenido más de £ 1 millón del Heritage Lottery Fund para desarrollar un nuevo centro de visitantes, estacionamiento de automóviles, espacio para exposiciones y senderos accesibles. El trabajo se completó en el verano de 2011 y el parque se abrió al público el 4 de agosto de 2011.
English Heritage e Historic England han llevado a cabo una serie de investigaciones en profundidad de los jardines de Wrest como parte del proceso de restauración, incluidos estudios arqueológicos y geofísicos. La eliminación de un seto de tejo cubierto de maleza, que según los mapas existía en 1717, llevó a una investigación dendrocronológica en los troncos para descubrir si los árboles eliminados eran originales o parte de replantaciones posteriores. La madera se encontró hasta la fecha de 1780-1800.

## Capability Brown memorial

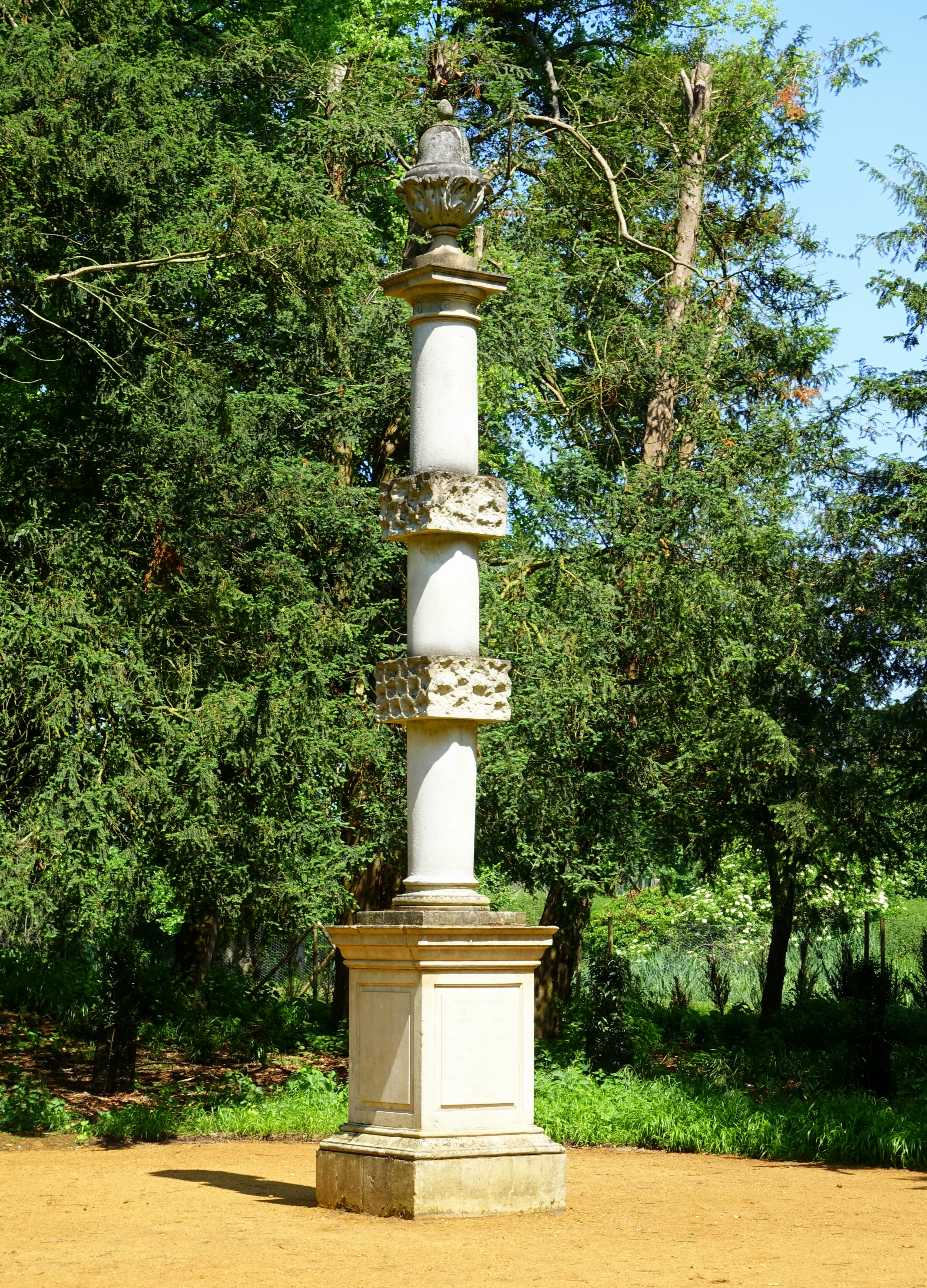
Columna conmemorativa marrón "Capability" de Lancelot

Esta columna conmemorativa está dedicada a Lancelot "Capability" Brown. Originalmente se colocó cerca de Bowling Green House, que fue remodelada por Batty Langley en 1735, pero ahora se encuentra en la parte este de los jardines. La columna tiene la inscripción: "Estos jardines, originalmente diseñados por Henry Duke de Kent, fueron alterados por Philip Earl de Hardwicke y Jemima, Marchioness Grey con la ayuda profesional de Lancelot Brown Esq. En los años 1758, 1759, 1760".

## Uso para rodajes
La casa fue utilizada para el videoclip de la canción de 2008 " The Fear " de Lily Allen. 
En agosto de 2013, el parque fue sede de un concierto de la banda de rock Status Quo.

La secuencia de apertura y las tomas de prensa de la serie especial de Strictly Come Dancing, "The People's Strictly for Comic Relief", que se emitió en 2015, se filmaron en Wrest Park.
- Nicola Smith, Wrest Park (1995), Londres: herencia inglesa ,ISBN 1-85074-481-5
- Linda Cabe Halpern, Wrest Park 1686-1730: exploración de las influencias holandesas en Garden History Journal, vol. 30. No 2 (2002)
- Jean O'Neill, John Rocque como guía de jardines en Garden History Journal, Vol 16, Np 1
- James Collett-White, Inventarios de casas de campo de Bedfordshire 1714–1830 en Bedfordshire Historical Record Society, Vol 74, 1995
- Charles Read, Earl de Gray, Londres: Willow Historical Monographs, 2007. ISBN 978-0-9555693-0-2
- AF Cirket (ed. ), El relato de Earl de Grey sobre la construcción de Wrest House en Bedfordshire Historical Record Society, volumen 59, 1980
- ISSN 0307-1243